# ルーファス・ジョーンズ
ルーファス・ジョーンズ（Rufus Jones、本名：Carey Lee Lloyd、1933年7月4日 - 1993年11月13日）は、アメリカ合衆国のプロレスラー。サウスカロライナ州ディロン出身のアフリカ系アメリカ人。
NWAのセントラル・ステーツ地区やミッドアトランティック地区を主戦場に、フレイト・トレイン（Freight Train / 貨物列車）の異名を持つベビーフェイスのブルファイターとして活躍した。

## 来歴
サウスカロライナ州立大学ではアメリカンフットボールとボクシングで活躍。1960年代初頭にプロレスラーとしてデビューし、テネシーのNWAミッドアメリカ地区やテキサスのダラスおよびアマリロの両地区などを転戦。
1968年12月末、バスター・ロイド（Buster Lloyd）のリングネームで日本プロレスに初来日、12月27日に後楽園ホールにて行われた、翌1969年1月開幕の『新春チャンピオン・シリーズ』前夜祭に出場後、年明けのシリーズ本戦にダニー・ホッジやウイルバー・スナイダーと共に継続参戦した。2月8日には宮城県スポーツセンターにおいて、大木金太郎の保持していたアジアヘビー級王座に挑戦している。シリーズ中はトム・ジョーンズとの黒人コンビでジャイアント馬場&アントニオ猪木のBI砲とも対戦し、空位となっていたアジアタッグ王座の新王者チーム決定戦にも出場した（猪木&大木組に敗退）。
以降、ルーファス・R・ジョーンズ（Rufus R. Jones）をリングネームに、1970年代前半は中西部のセントルイス・レスリング・クラブおよびセントラル・ステーツ・レスリングに定着。ハーリー・レイス、ブラック・アンガス・キャンベル、ロジャー・カービー、ロード・アルフレッド・ヘイズらと抗争した。セントルイスではドリー・ファンク・ジュニアのNWA世界ヘビー級王座にも挑戦、60分フルタイムの時間切れ引き分けに持ち込んでいる。
1973年12月、ルーファス・ジョーンズ名義で全日本プロレスに初参戦。以降も全日本の常連外国人選手となり、1974年4月にはチャンピオン・カーニバルの第2回大会に出場（トーナメント1回戦でサムソン・クツワダに敗退）。アメリカでは陽気なキャラクターの黒人ベビーフェイスとして人気者だったが、全日本マットではアブドーラ・ザ・ブッチャーのパートナーになるなどヒールのポジションに回った。1975年2月の来日ではボボ・ブラジルともタッグを組んでいる。
1970年代後半は、地元のサウスカロライナをサーキット・エリアとするNWAミッドアトランティック地区で活動。1976年1月27日にはワフー・マクダニエルと組んでミネソタ・レッキング・クルー（ジン・アンダーソン&オレイ・アンダーソン）からミッドアトランティック版のNWA世界タッグ王座を奪取。同年7月6日、サウスカロライナ州コロンビアにてテリー・ファンクのNWA世界ヘビー級王座に挑戦、反則裁定ながら勝利を収めている。1977年にかけてはグレッグ・バレンタインやリック・フレアーとミッドアトランティックTV王座を争い、ブラックジャック・マリガンやマスクド・スーパースターとも抗争を繰り広げた。
1978年はAWAに登場し、レイ・スティーブンス、パット・パターソン、ブラックジャック・ランザ、ボビー・ダンカン、アンジェロ・モスカ、スーパー・デストロイヤー・マークII、セシル・デュボアなどのヒール勢と対戦、ニック・ボックウィンクルが保持していたAWA世界ヘビー級王座にも挑戦し、バーン・ガニアやビル・ロビンソンともタッグを組んだ。
その後はジョージアのジョージア・チャンピオンシップ・レスリングやアラバマのサウスイースタン・チャンピオンシップ・レスリングなどNWAの深南部テリトリーを経て1980年よりセントラル・ステーツ地区に復帰し、キラー・カール・コックス、タカチホ、ボビー・ジャガーズ、J・J・ディロン、ボブ・スウィータン、ジェリー・ブラウンらと抗争。全日本プロレスへの来日も続け、1981年7月にはビクター・リベラ、最後の来日となった1982年9月にはフランク・デュセックをパートナーに、佐藤昭雄&石川敬士のアジアタッグ王座に挑戦した。
1982年12月7日には、フロリダにてジム・ガービンからNWAバハマズ・ヘビー級王座を奪取。翌1983年からはミッドアトランティック地区に戻り、バグジー・マグローと組んで7月20日にワンマン・ギャング&ケリー・キニスキーからNWAミッドアトランティック・タッグ王座を奪取。8月5日にはドリー・ファンク・ジュニアを破りNWAミッドアトランティック・ヘビー級王座を獲得、12月3日にディック・スレーターに敗れるまで戴冠した。その間の11月24日には、マグローとのコンビで『スターケード』の第1回大会に出場している。
キャリア末期の1980年代後半は古巣のセントラル・ステーツ地区にて、マイク・ジョージとのタッグやブッチ・リードとの抗争などで活動。1987年5月14日にはボブ・ブラウンからフラッグシップ・タイトルのNWAセントラル・ステーツ・ヘビー級王座を奪取、7月10日にポークチョップ・キャッシュに敗れるも1週間後の7月17日に奪回している。同年に現役を引退し、その後は1988年9月10日、プエルトリコのバヤモンで行われたWWCの15周年記念興行に出場、ジミー・バリアントと組んでワイルド・サモアンズと対戦した。
1993年11月13日、ディア・ハンティング中に心筋梗塞を起こし死去。60歳没。2018年、WWE殿堂のレガシー部門に迎えられた。

## 得意技
- ヘッドバット
- ナックル・パート

## 獲得タイトル
セントラル・ステーツ・レスリング
- NWAセントラル・ステーツ・ヘビー級王座：2回[18]
- NWAセントラル・ステーツTV王座：1回[21]
- NWAセントラル・ステーツ・タッグ王座：3回（w / ボブ・ブラウン、デューイ・ロバートソン、マイク・ジョージ）[22]
- NWA北米タッグ王座（セントラル・ステーツ版）：5回（w / ザ・ストンパー×2、ダニー・リトルベア、スティーブ・ボラス、ボブ・ガイゲル）[23]
- NWA世界タッグ王座（セントラル・ステーツ版）：2回（w / ボブ・ガイゲル）[24]

ミッドアトランティック・チャンピオンシップ・レスリング
- NWAミッドアトランティック・ヘビー級王座：1回[16]
- NWAミッドアトランティックTV王座：2回[10]
- NWAミッドアトランティック・タッグ王座：1回（w / バグジー・マグロー）[15]
- NWA世界タッグ王座（ミッドアトランティック版）：1回（w / ワフー・マクダニエル）[9]

ジョージア・チャンピオンシップ・レスリング
- NWAジョージア・タッグ王座：1回（w / ノーベル・オースチン）[25]

サウスイースタン・チャンピオンシップ・レスリング
- NWAアラバマ・ヘビー級王座：1回[26]

チャンピオンシップ・レスリング・フロム・フロリダ
- NWAバハマズ・ヘビー級王座：1回[14]

ワールド・レスリング・エンターテインメント
- WWE殿堂（レガシー部門） : 2018年[20]